# Le Scorpion (journal)
Pour les articles homonymes, voir Le Scorpion et Scorpion (homonymie).
Le Scorpion est un hebdomadaire satirique malien fondé en 1991 par Mahamane Hamèye Cissé.

## Historique
Le Scorpion est fondé en mai 1991 par Mahamane Hamèye Cissé. Sa création s'inscrit dans une période d'ouverture démocratique et de libéralisation progressive des médias, qui voit se développer une presse indépendante du pouvoir, à la suite de la chute de Moussa Traoré et de la mise en place d'un Comité de transition pour le salut du peuple. Le Scorpion est le premier titre satirique malien ; ses premiers dessinateurs, Dellesi Traoré puis Modibo Samakou Keïta, ont auparavant exercé à Grin-Grin (une publication pour les jeunes).

## Effectifs et diffusion
En 2015, Le Scorpion compte un peu plus de 400 abonnés ; il est rédigé par six journalistes.